# Tänkaren

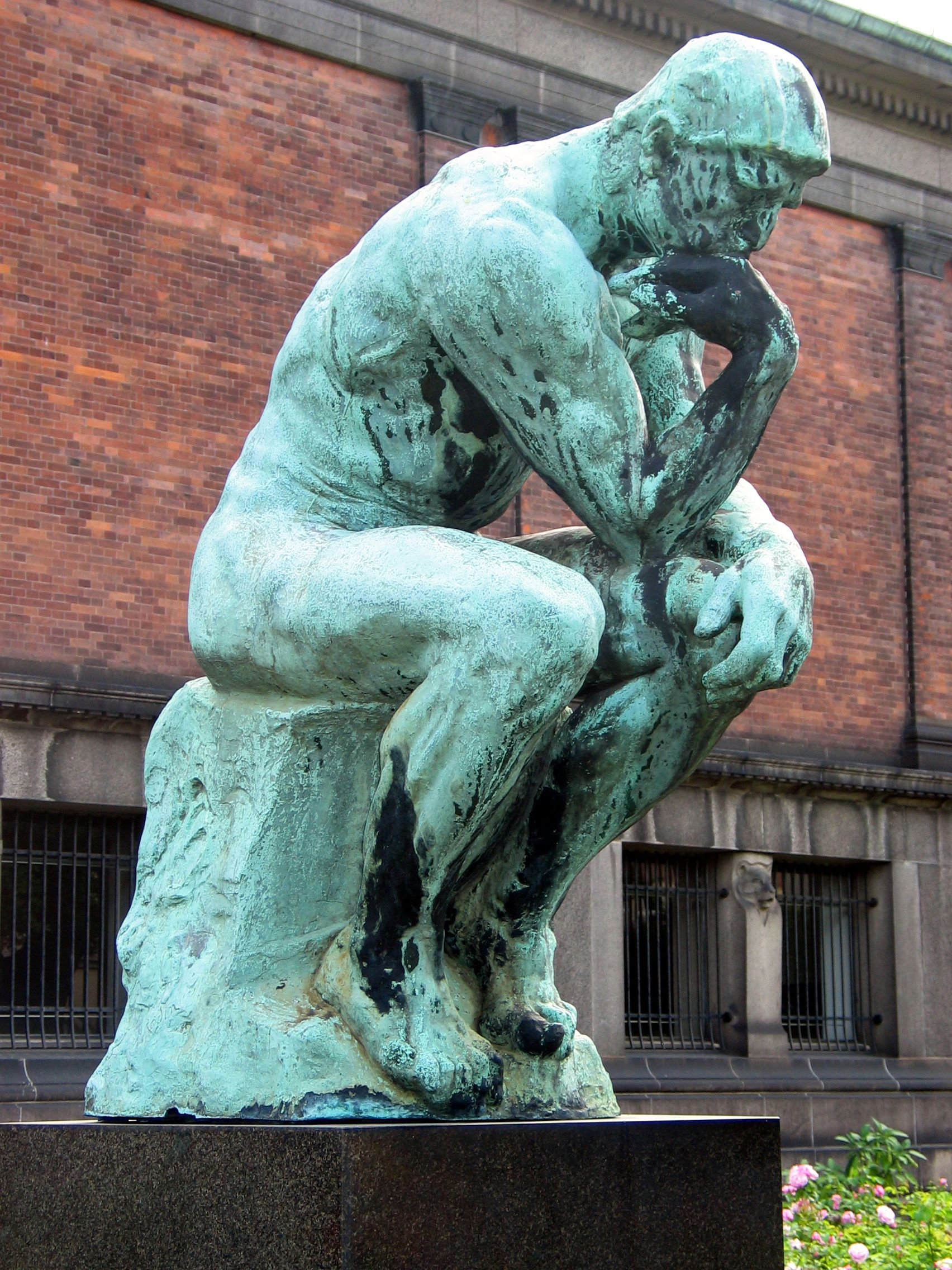
Tänkaren utanför Ny Carlsberg Glyptotek.

Tänkaren (franska Le Penseur) är en skulptur i brons av Auguste Rodin. Skulpturen föreställer en sittande, grubblande man försjunken i djupa tankar. Rodin utförde en mindre gipsversion runt 1880 som en del till en större skulpturgrupp, Helvetets portar, han då börjat arbeta med. År 1902 färdigställde han den första stora bronsversionen av Tänkaren som första gången visades offentligt 1904. Originalstatyn finns på Musée Rodin i Paris. Ett stort antal avgjutningar finns på olika museer och många repliker i olika storlek har också framställts. Bland annat finns Tänkaren utanför Prins Eugens Waldemarsudde i Stockholm och Ny Carlsberg Glyptotek i Köpenhamn.

## Olika versioner

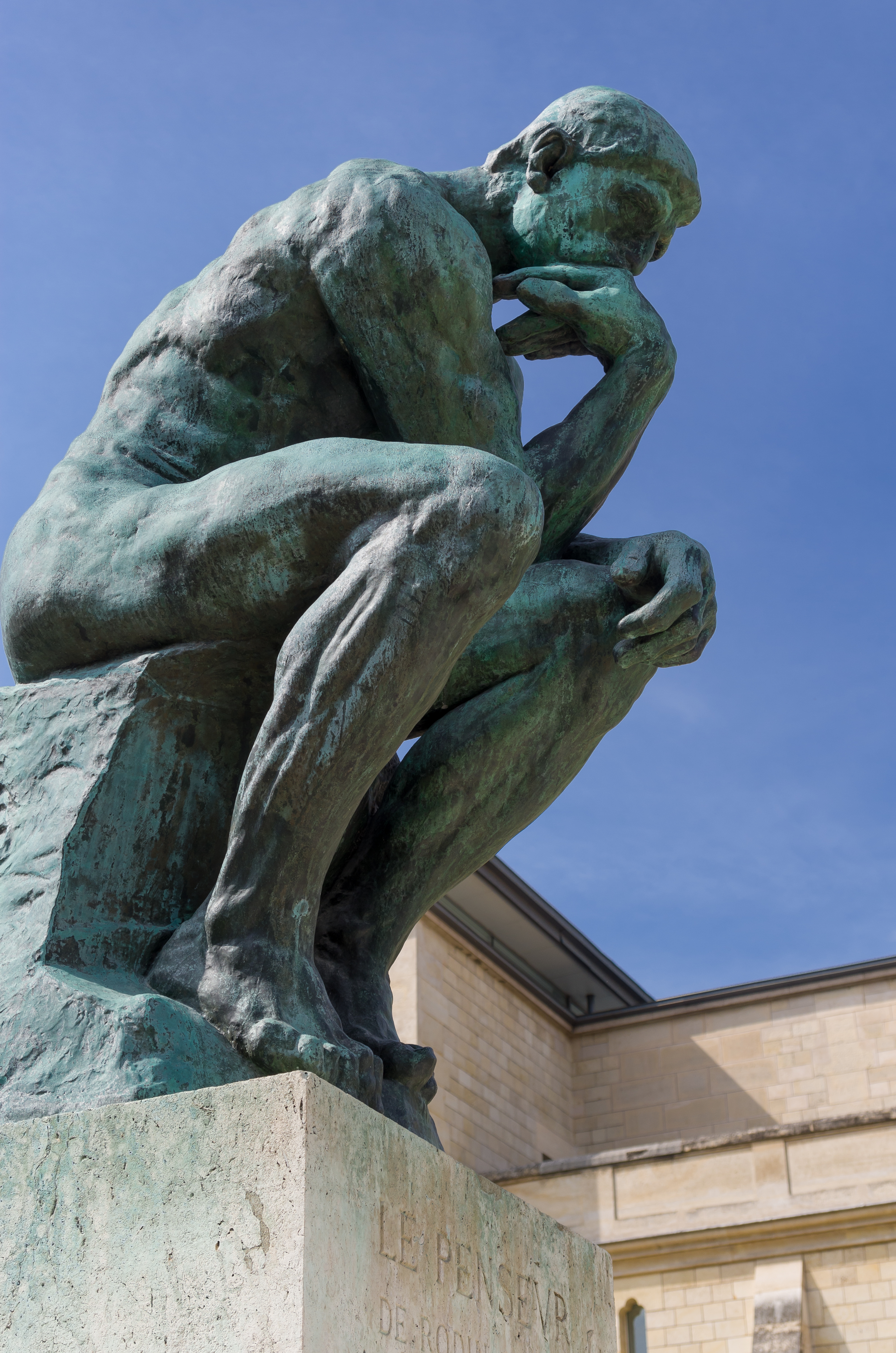
Musée Rodin i Paris.
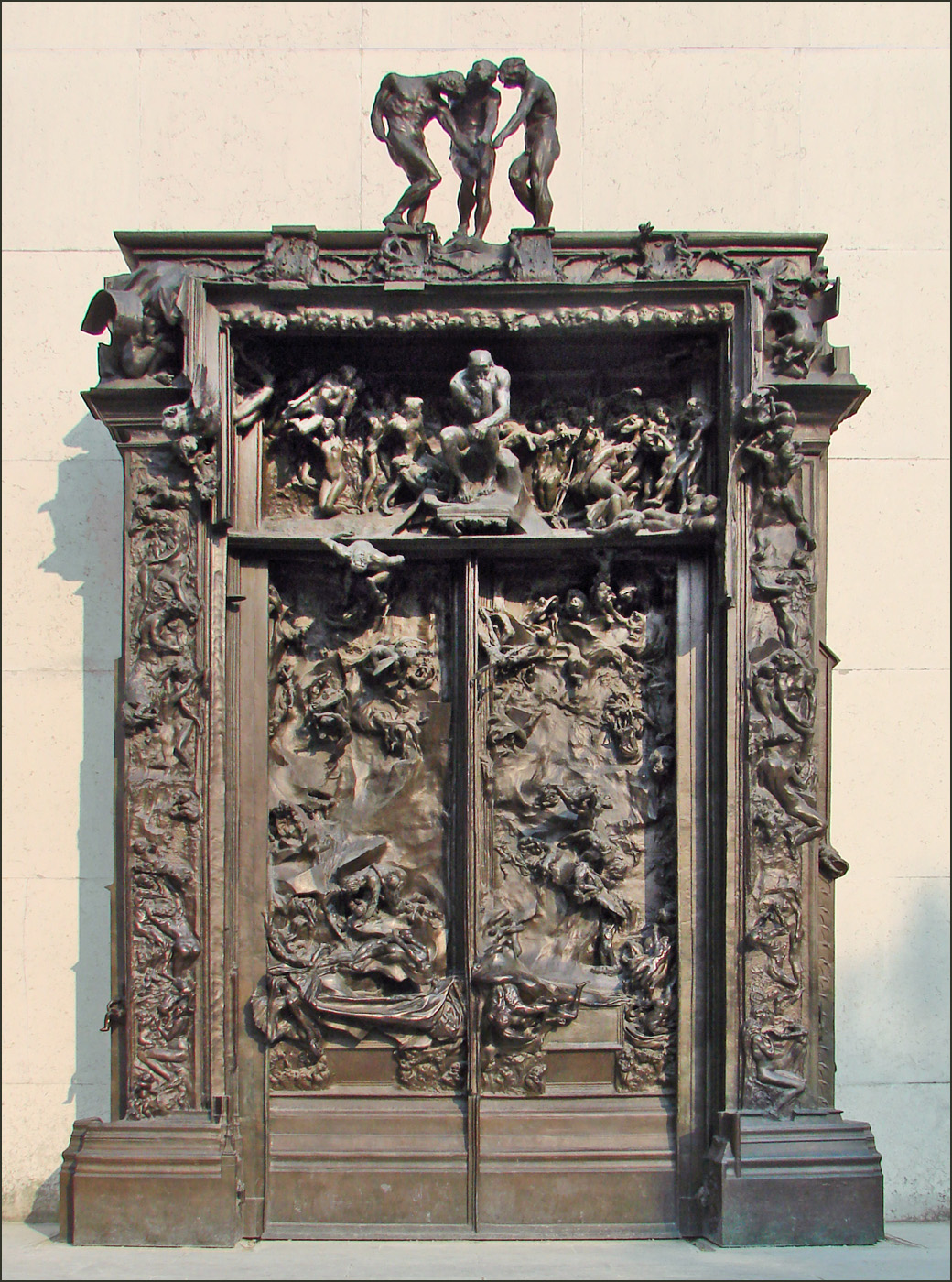
Tänkaren i skulpturgruppen Helvetets portar i Paris.
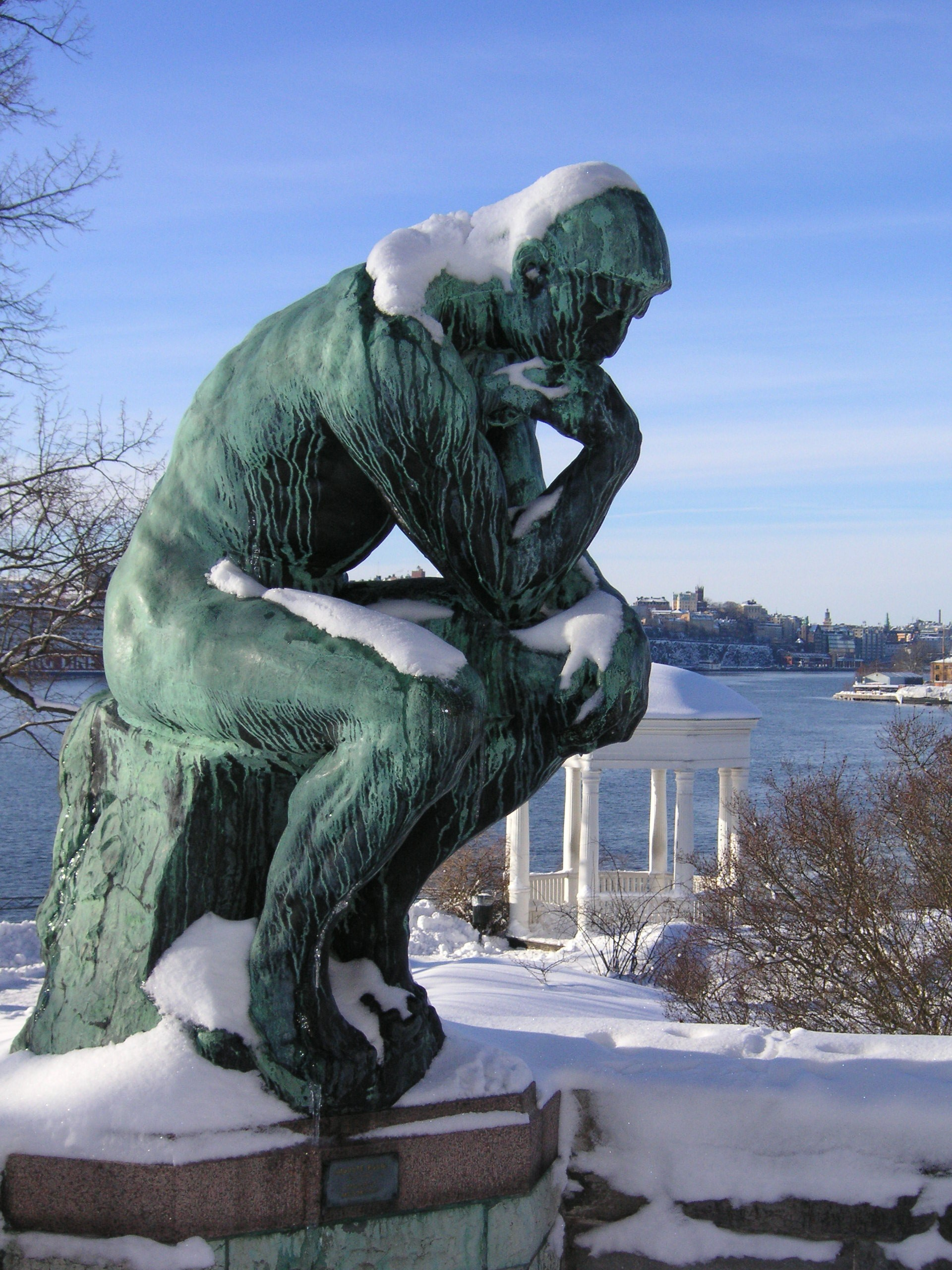
Tänkaren utanför Prins Eugens Waldemarsudde.